# 1975 en Israël
Chronologie d'Israël (en)
- 1971
- 1972
- 1973
- 1974
- 1975
- 1976
- 1977
- 1978
- 1979

Cette page concerne les évènements survenus en 1975 en Israël  :

## Évènement
- Accord entre Israël et l'Afrique du Sud (en)
- 4-5 mars : Attaque de l'hôtel Savoy (en)
- 17 avril : Résolution 368 du Conseil de sécurité des Nations unies
- 28 mai : Résolution 369 du Conseil de sécurité des Nations unies
- 3 juin : Dix-septième gouvernement d'Israël (en)
- 15 juin : Prise d'otages à Kfar Yuval (en)
- 24 juillet : Résolution 371 du Conseil de sécurité des Nations unies
- 4 septembre : Accord sur le Sinaï
- 23 octobre : Résolution 378 du Conseil de sécurité des Nations unies
- 30 novembre : Résolution 381 du Conseil de sécurité des Nations unies

## Sport
- Coupe d'Israël de football (saison 1974-1975) (en)
- Coupe d'Israël de football (saison 1975-1976) (en)

## Culture
- 22 mars : Participation d'Israël au Concours Eurovision de la chanson.

### Sortie de film
- Hagiga B'Snuker (en)
- Un coup de deux milliards de dollars

## Création
- Centre indépendant
- Gare ferroviaire de Haïfa Bat Galim (en)
- Hôpital Laniado
- Institut israélien d'études avancées (en)

## Dissolution - Fermeture
- Bande de la marine israélienne (en)
- Kol Haʿam

## Naissance
- Adi Ashkenazi (en), actrice.
- Nina Brosh (en), mannequin.
- Gal Fridman, véliplanchiste.
- Mooki (en), chanteur.

## Décès
- Ernst David Bergmann, scientifique du nucléaire et chimiste.
- Hugo Bergmann, bibliothécaire, philosophe, pédagogue, professeur d'université.
- Rachel Katznelson, personnalité politique.
- Mordechai Namir (en), personnalité politique.
- Pinchas Sapir, personnalité politique.